# Davorin Popović
Pour les articles homonymes, voir Popović.
Davorin Popović (né le 23 septembre 1946 à Sarajevo et mort le 18 juin 2001 dans un hôpital de Sarajevo) est un chanteur bosnien.
Il avait représenté la Bosnie-Herzégovine au Concours Eurovision de la chanson 1995, à Dublin, avec la chanson Dvadeset i prvi vijek et il s'était classé 19e sur 23.
Davorin Popović était très populaire dans son pays et avant de commencer une carrière solo, il faisait partie du groupe Indexi qui eut aussi ses heures de gloire.